# کتابخانه

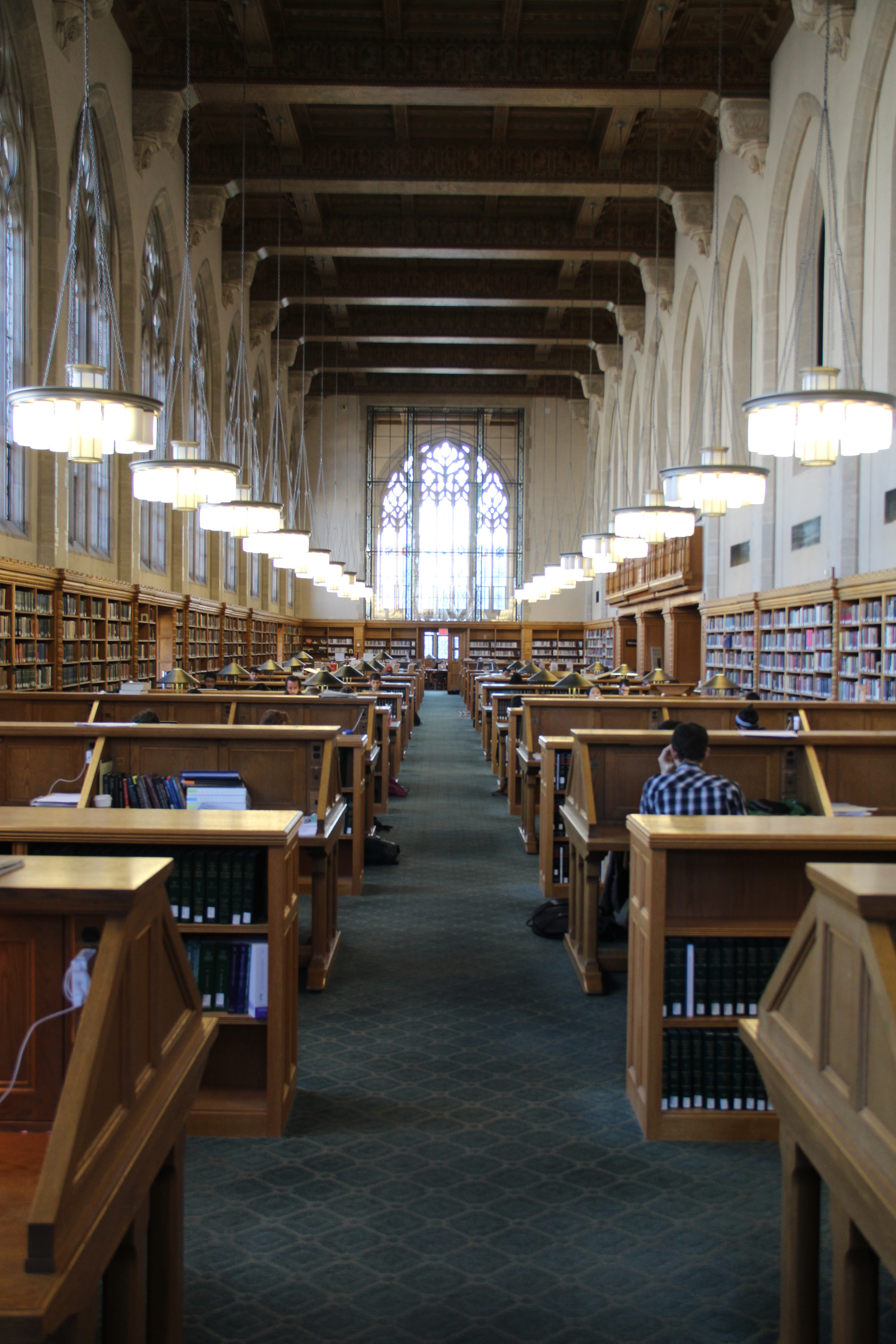
بخش حقوق کتابخانه دانشگاه ییل، این کتابخانه دومین کتابخانه دانشگاهی بزرگ جهان پس از کتابخانه دانشگاه هاروارد است.

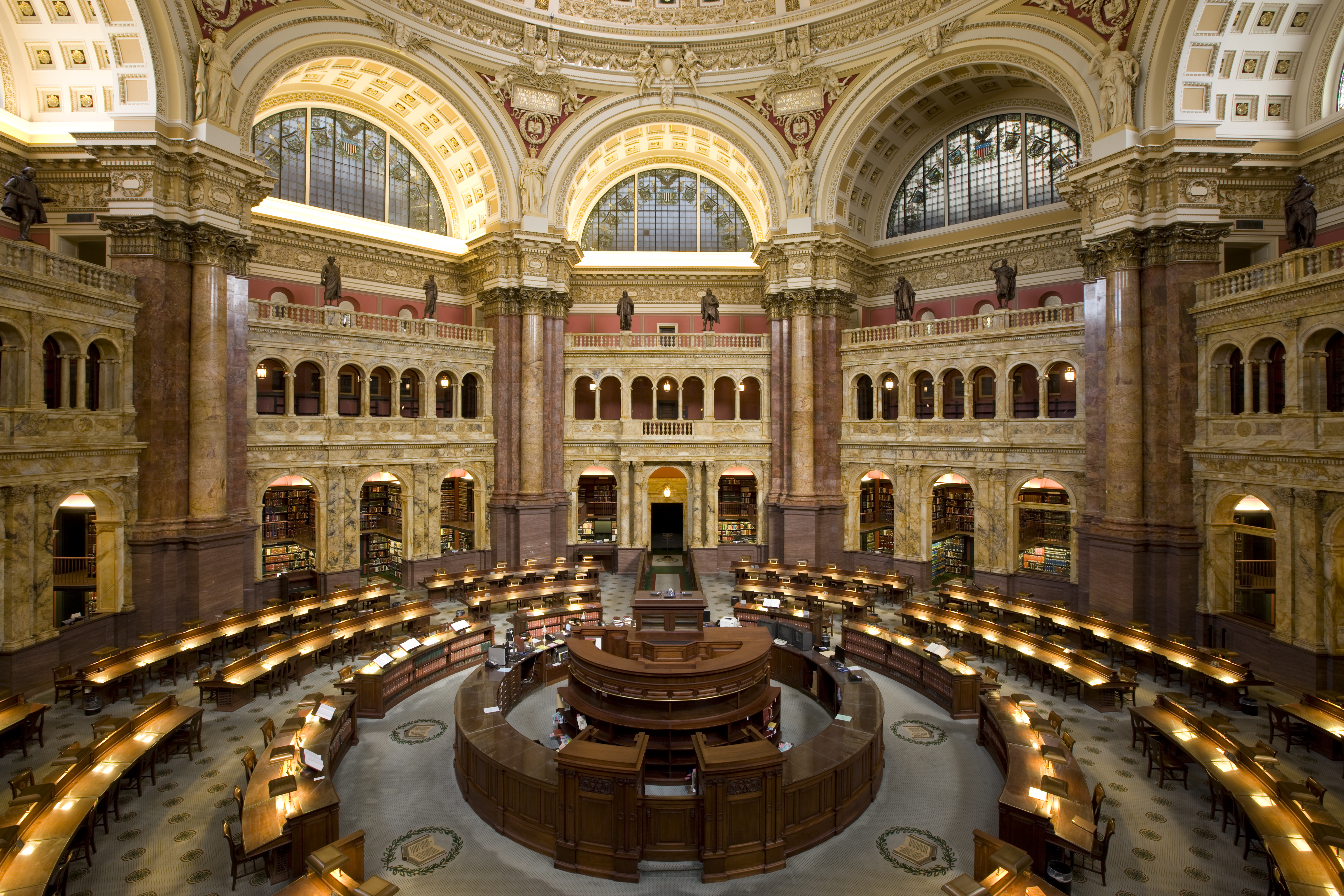
کتابخانه کنگره در ایالات متحده، بزرگ‌ترین کتابخانه جهان

کتابخانه مجموعه‌ای از کتاب‌ها و احتمالاً دیگر نسخ و رسانه‌ها است که برای استفاده اعضای آن و اعضای مؤسسات وابسته قابل‌دسترسی است. کتابخانه‌ها نسخ فیزیکی (نسخه‌های چاپی) یا دیجیتال (نسخه‌های نرم‌افزاری) را ارائه می‌دهند و ممکن است یک مکان فیزیکی، یک فضای مجازی یا هر دو باشند. مجموعه یک کتابخانه معمولاً شامل نسخ چاپی است که می‌توان آن‌ها را امانت گرفت و معمولاً شامل یک بخش مرجع از نشریات نیز می‌شود که تنها می‌توان در درون محل آن‌ها را به‌کار گرفت. منابعی مانند نسخه‌های تجاری فیلم‌ها، برنامه‌های تلویزیونی، دیگر نوارهای ویدیویی، رادیو، موسیقی و نوارهای صوتی ممکن است در قالب‌های گوناگونی موجود باشند. این موارد شامل دی‌وی‌دی، بلو-ری، سی‌دی، کاست یا دیگر قالب‌های قابل اجرا مانند میکروفرم است. آن‌ها همچنین ممکن است دسترسی به اطلاعات، موسیقی یا سایر محتوای موجود در پایگاه‌های داده کتاب‌شناختی را فراهم کنند. علاوه‌بر این، برخی از کتابخانه‌ها ایستگاه‌های خلق اثر را برای خالقان ارائه می‌دهند که دسترسی به یک ایستگاه چاپ سه‌بعدی با یک اسکنر سه‌بعدی را فراهم می‌کنند.

## گونه‌ها
- کتابخانه کودکان
- کتابخانه مرجع
- کتابخانه‌های دانشگاه
- کتابخانه ملی
- کتابخانه عمومی
- کتابخانه دیجیتال
- کتابخانه تخصصی
- کتابخانه تحقیقاتی
- کتابخانه مدارس

### کتابخانه مدارس
کتابخانه مدرسه مکانی است در داخل ساختمان مدرسه که مجموعه کتاب و اسناد و موارد مربوط به رشته‌های تحصیلی دانش آموزان را فراهم می‌آورد. بعضی اوقات کتابخانه در کلاس درس تشکیل می‌شود. کتابخانه قلب مدرسه است، اما از آن جا که بخشی از مجموعه ساختمان مدرسه است، مهندس معمار در طراحی و نقشه آن آزادی عمل کافی ندارد.

## عهد باستان
از خرابه‌های شهرهای باستانی سومریان چنین برمی‌آید که سومریان در حدود ۲۷۰۰ سال قبل از میلاد مسیح کتابخانه‌های شخصی، مذهبی و دولتی بر پا کرده‌بودند، مشهور است که کتابخانه «تلو» مجموعه‌ای متجاوز از ۳۰۰۰۰ لوحهٔ گلین داشته‌است، تمدن سومریان از ۳۵۰۰ سال پیش از میلاد پا گرفت و در عهد طلایی «اور» شکوفا شد.
مورخان سومری ثبت تاریخ جاری و بازسازی داستان گذشته‌شان را آغاز کردند؛ کهن‌ترین نظام نگارش شناخته‌شده «خط میخی» است و اعتبار سومری‌ها به سبب ابداع این خط و خدمت بزرگ آن‌ها به بشریت است.
برای نوشتن از قلم فلزی و تیزی (به‌شکل میخ) استفاده می‌کردند و بر موادی چون گِل نرم، عاج یا چوب می‌نوشتند. برای این منظور کاتبانی تربیت‌شده وجود داشتند و پس از نوشتن، گِل نرم را می‌پختند تا سخت شود. قطعات گِلِ پخته به‌صورت لوحه، نخستین کتاب‌هایی است که تاکنون کشف کرده‌اند. چون لوحه‌ها ابزار ثبت اطلاعات تجاری، آثار مذهبی شامل دعاها، مناجات، علائم جادویی، افسانه‌های مقدس و حکایات و روایات قومی و ملی بودند.
می‌بینیم که برای این لوحه ادبیات، اندیشه‌های اجتماعی، سیاسی و فلسفی خود را حفظ کرده‌اند و در میان مواد حفاری شده از خرابه‌های شهرهای باستانی سومری لوحه‌هایی وجود دارد که قطعات ادبی هزاران سال کهنتر از ایلیاد در آن‌ها نقش بسته‌است.
سومریان کهنترین ادبیات شناخته شده انسان را تدوین کردند از تمامی متونی که بر گِل یا مواد مناسب نگاشته‌است و تاکنون به‌دست آمده درمی‌یابیم که ۹۵٪ این متون به امر بازرگانی، اداری و حقوقی ارتباط دارند.
فرهنگ سومری برای مدتی بیش از ۱۵۰۰ سال یعنی از نیمهٔ هزارهٔ چهارم تا آغاز هزارهٔ دوم ق. م بر سرزمین «رافدین» سیطره داشت. در ازای این تاریخ، نویسندگان سومری توانستند شمار بسیاری از متون را در موضوعات مختلف و در نسخه‌های متعدد به نگارش درآورند. برخی از افسانه‌های رایج، مانند داستان «دلاور ناکام گیلگَمِش»، در نسخه‌های فراوان و روایت‌های گوناگون به‌جا مانده‌است.
سومریان این گِل‌نوشته‌ها را در معابد یا کاخ‌های سلطنتی یا مدارس حفظ می‌کردند. درحقیقت، سومریان نخستین کسانی بودند که این دستاوردها را به این هدفِ روشن، یعنی حفظ آن برای نسل‌های آینده، ثبت کردند. به عبارت دیگر سومریان کسانی بودند که به کتاب نقشی اختصاص دادند که تا به امروز با آن در ارتباط است. بدین معنا که دستاوردهای فرهنگی و فناوری انسان را پاس دارد و پاسخگوی اهداف قانونی و آموزشی و دیگر نیازهای روزانه او باشد.
پس از سومریان، به تمدن بابلیان می‌رسیم. بابلیان نوشتن خط میخی و همهٔ دانش‌های ریاضی و ستاره‌شناسی و غیره را از سومریان آموختند. کتابخانه‌هایی در معابد و قصرها وجود داشتند و یکی از مهم‌ترین و بهترین نمونه‌های آن‌ها کتابخانهٔ «بورسیپا» بود که یکی از شاخص‌ترین کتابخانه‌های عصر باستان بود. از مهم‌ترین آثار باقی‌مانده از تمدن بابلیان می‌توان قانون حمورابی را نام برد.

### بنای کتابخانه در جهان
به دوران کهن و قرن‌ها پیش از میلاد مسیح می‌رسد. نخستین سنگ بنای کتابخانه را سران و زمامداران کشورها، نه به قصد و نیتِ صرفاً ایجاد کتابخانه، بلکه به‌خاطر حفظ و نگهداری اسناد و گزارش‌های مخصوص و محرمانه پایه‌گذاری کردند. درحقیقت، خودِ این عمل بیانگر آن است که در زمان قدیم چندان اختلاف و تفاوت مخصوص و محسوس بین اتاقی که اسناد و گزارش‌ها را در آن نگهداری می‌کرده‌اند وجود نداشته‌است.

### کتابخانه‌های آشوریان
پادشاهی آشوریان هم‌زمان با فرمانروایی بابلیان بود. مشهور است که کتابداری به‌منزلهٔ یک پیشه به آن دوران بازمی‌گردد. آشور بانیپال، که از سال ۶۲۶ تا ۶۶۸ ق. م می‌زیست، نخستین مفسّر کار کتابداری در نظر گرفته می‌شود. وی در شهر نینوا کتابخانه‌ای بزرگ تأسیس کرد و کاتبانی را به کتابخانهٔ بورسیپا گسیل داشت تا لوحه‌های گلی را استنساخ و نوشته‌های موجود در آنجا به کتابخانه نینوا منتقل کنند.
«آشور بانیپال» را باید به‌حق کتابدار پادشاه باستانیِ تاریخ تمدن نامید. در تاریخ کتابخانه برای نخستین بار در کتابخانهٔ نینوا به فهرست برمی‌خوریم. لوحه‌ها با نظمی منطقی برحسب موضوع یا نوع مرتب شده و هر یک نشانهٔ شناسایی داشت و سیاههٔ محتوای هر اتاقک یا حجره که بر سردر آن کنده‌کاری شده‌بود در فهرست نیز مندرج بود. کتابخانهٔ آشور بانیپال در نینوا تصویر کم و بیش کاملی از رشد و پیشرفت نگارش و شکل و شیوهٔ نگهداری میراث انسانی در فرهنگ سومری، بابلی و آشوری را طی ادوار آغاز تاریخ در اختیار می‌گذارد.
«گیتز» در همین ارتباط اظهار می‌دارد که اگر سهم سومریان در تمدن بشر اختراع خط و نگارش و سهم بابلیان قانون بود، عطیه آشوریان به آیندگان کتابخانه سازماندهی شده به‌شمار می‌رود. پس از مرگ آشور بانیپال کتابخانه به حیات خود ادامه داد تا اینکه در سال۶۱۲ پیش از میلاد (میدی کیازاس) نینوا را تخریب کرد و پس از آن شهر تجدید بنا نشد. به همین دلیل باستان شناسان توانستند باقی‌مانده کتابخانه آشوریان را به همان شکلی که سربازان میدی ترک کرده بودند کشف کنند.

### مصریان

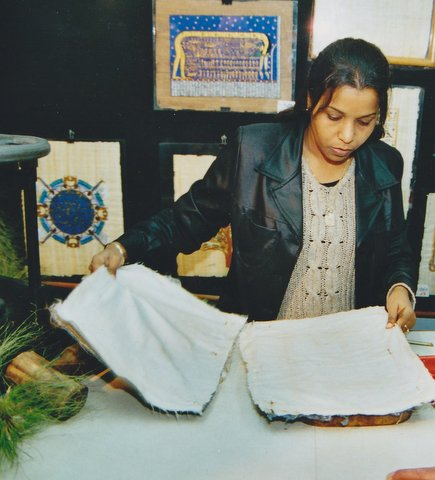
یک زن مصری امروزین در قاهره، در یک کارگاه کاغذ پاپیروس.

تمدن باستان مصریان هم‌زمان با تمدن‌های سومریان و بابلی و آشوریان شکوفا شد اما کار مصریان از نظر شکل کتاب و مواد نوشتنی با آن‌ها تفاوت بسیار داشت. ماده نوشتنی آن برگ «پاپیروس» بود. از قلم مو مانندی به منزله ابزار نگارش استفاده می‌شد و شکل کتاب آن‌ها طومار پاپیروس نام داشت و نگارش آن‌ها به خط تصویری (هیروگلیف) انجام می‌گرفت.
مصریان خود کتاب را چنان بزرگ می‌داشتند که گویی آن را می‌پرستیدند. برای مثال در یکی از متون دیدگاه ژرفی را پیرامون ارزش در سخن نگارش یافته می‌خوانیم: «انسان می‌میرد و جنازه او به خاک تبدیل می‌شود و همه هم‌روزگاران او چهره در نقاب خاک می‌کشند و این کتاب است که یاد او را از زبانی به زبان دیگر انتقال می‌دهد. نگارش سودمند تر از یک خانه ساخته شده با یک صومعه در غرب یا از یک قلعه شکست ناپذیر یا یک بت در یک معبد است».
طومارهای پاپیروس معمولاً در کوزه دهان گشاد (خم) گلی یا استوانه‌های فلزی دارای نشانه‌های شناسایی نگهداری می‌شد. قدیمی‌ترین کتاب مصری و مشهورترین کتاب عالم به نام «پاپیروس پرس» که قبل از سال ۲۸۸۰ پیش از میلاد به نگارش درآمد، اکنون در کتابخانه ملی پاریس نگهداری می‌شود.
در پرتو آب و هوای بسیار مناسب مصر، بسیاری از طومارهای پاپیروس به ویژه در گورستان‌ها و بقایای معابد و حتی در خانه‌های شخصی محفوظ مانده‌است. کتاب نگارش یافته به ورق پاپیروس در مصر شکل طومار داشت.
به نظر می‌رسد تنها نوشته‌هایی که به تعداد فراوان در مصر استنساخ می‌شد و به معرض فروش می‌آمد مرده نامه‌ها بود. مرده نامه عبارت بوده‌است از مجموعه‌هایی با متون مختلف که به سحر و جادو مربوط می‌شد و از آن‌ها انتظار می‌رفته‌است که آسایش مدفون را در گور تأمین نماید.
زیباترین نمونه‌های این مرده نامه‌ها به نقاشی‌های رنگارنگی زینت یافته بود که مناظری از زندگی انسان مدفون شده را در گور نشان می‌داد. بسیاری اوقات گفته می‌شود که این مرده نامه‌ها کهن‌ترین نگاشته‌های مصور در جهان هستند. این مرده نامه‌ها از سوی کاهنان نوشته می‌شد. آن‌ها در نسخه‌هایی که برای فروش در بازار فراهم می‌آوردند جایی را خالی می‌گذاشتند تا در آن نام شخص درگذشته را بنویسد. نسبت مرده نامه به کل کتاب‌ها در مصر۹۵٪ بود.
پادشاهی کهن مصر از ۳۴۰۰ تا ۲۴۷۵ق. م بود. هیروگلیف نوعی زبان مصریان باستان است.

### ایرانیان
در زمان شاهنشاهی هخامنشی در ایران (۵۵۸–۳۳۰ پ. م) کتاب‌های علمی و مذهبی ایران از زمان زرتشت در کتابخانه‌های «گنج هاپیگان» در تخت سلیمان و «دزی ناپشت» در تخت جمشید بایگانی شده. و بین تمام کتابخانه‌های کهن باید به کتابخانهٔ سنگی ریشهر که متعلق به عیلامی هاست اشاره کرد. گمان می‌رود که این کتاب‌ها در موضوعات فلسفه، نجوم، کیمیاگری و علوم پزشکی بوده‌است، موضوعاتی که مغان ایران در آن‌ها استاد بودند. پس از فتح ایران توسط اسکندر مقدونی، کلیهٔ این کتاب‌ها در آتش سوختند. همچنین می‌توان به کتابخانه دانشگاه جندی شاپور که یکی از کتابخانه‌های بزرگ ایرانیان در عهد باستان (ساسانیان) بود، همچنین کتابخانه شوش در زمان هخامنشیان که پس از حمله اعراب به ایران ازبین رفت اشاره کرد.